# Montchâlons
Montchâlons település Franciaországban, Aisne megyében. Lakosainak száma 74 fő (2022. január 1.). Montchâlons Arrancy, Bièvres, Chérêt, Festieux, Orgeval, Parfondru, Ployart-et-Vaurseine és Veslud községekkel határos.

## Népesség
A település népességének változása:
| Lakosok száma | 76   | 65   | 65   | 67   | 60   | 68   | 84   | 93   | 97   | 74   |
|               | 1968 | 1982 | 1990 | 2006 | 2013 | 2015 | 2017 | 2019 | 2020 | 2022 |